# Cyphostemma cornus-africani
Cyphostemma cornus-africani är en vinväxtart som beskrevs av M. Thulin. Cyphostemma cornus-africani ingår i släktet Cyphostemma och familjen vinväxter. Inga underarter finns listade i Catalogue of Life.